# Meseta (matemáticas)
Una meseta , cuando se refiere a función, es una parte de su dominio en la que la función tiene valor constante.
Dicho más formalmente: sean U y V dos espacios topológicos. Una meseta de una función f: U → V es un conjunto P de puntos conectado por caminos en U, tal que, para cierto valor y tenemos:
f (p) = y
para todo p en P.